# 索夫拉多
索夫拉多（/soˈβɾa.ðʊ/）是西班牙加利西亚自治区拉科鲁尼亚省的一个市镇。总面积120.6km², 总人口1847人（2017年），人口密度15人/km²。

## 图集

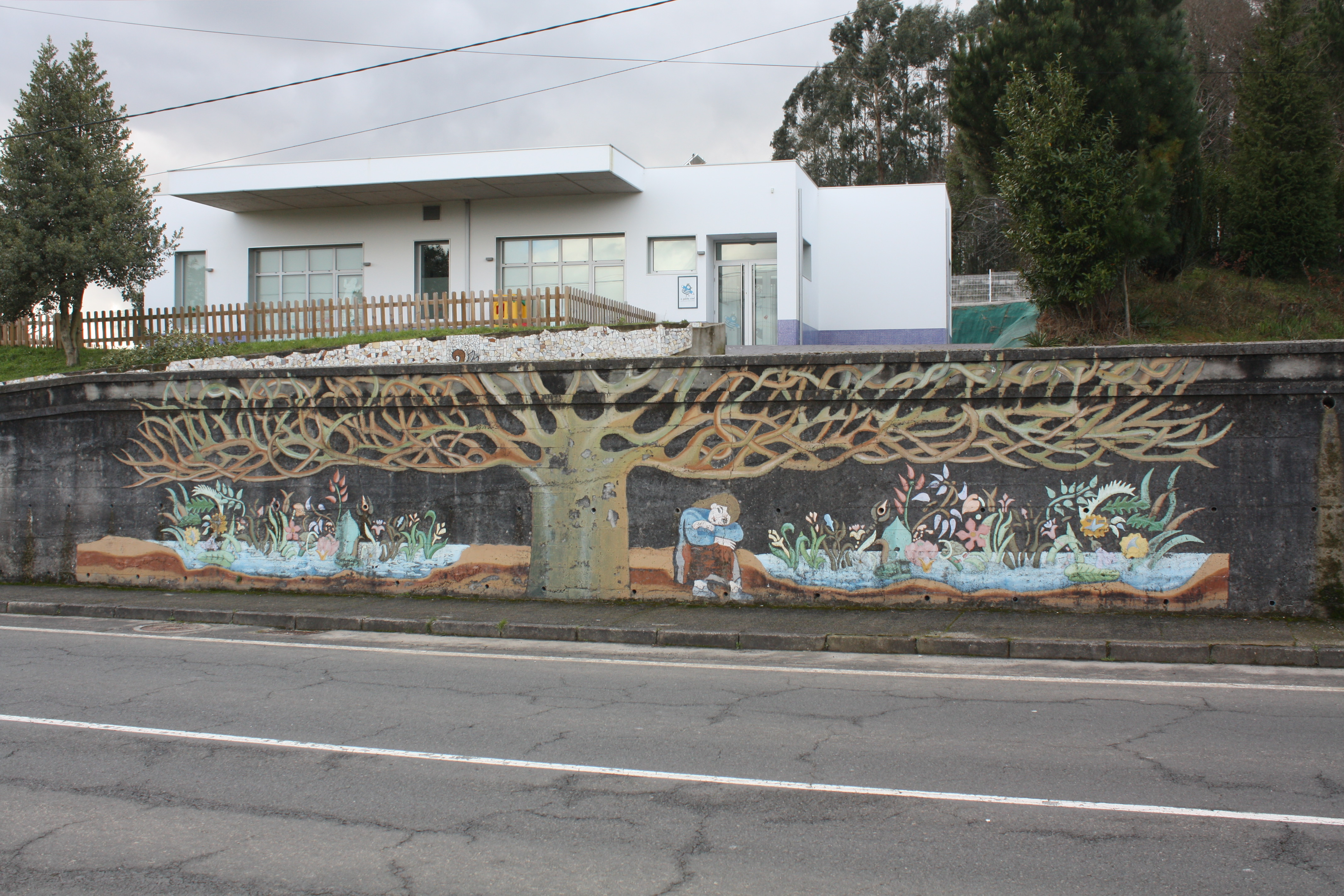
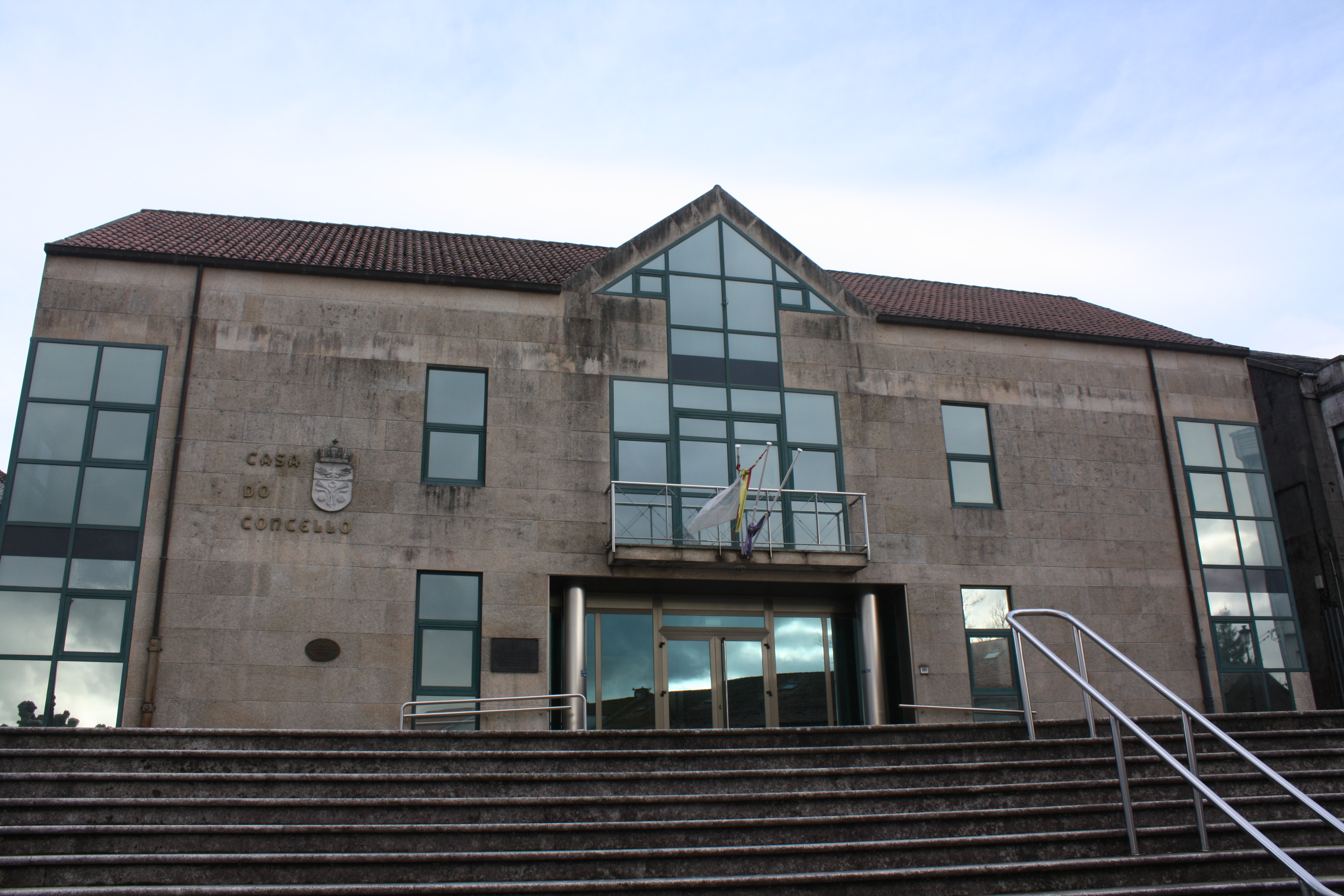
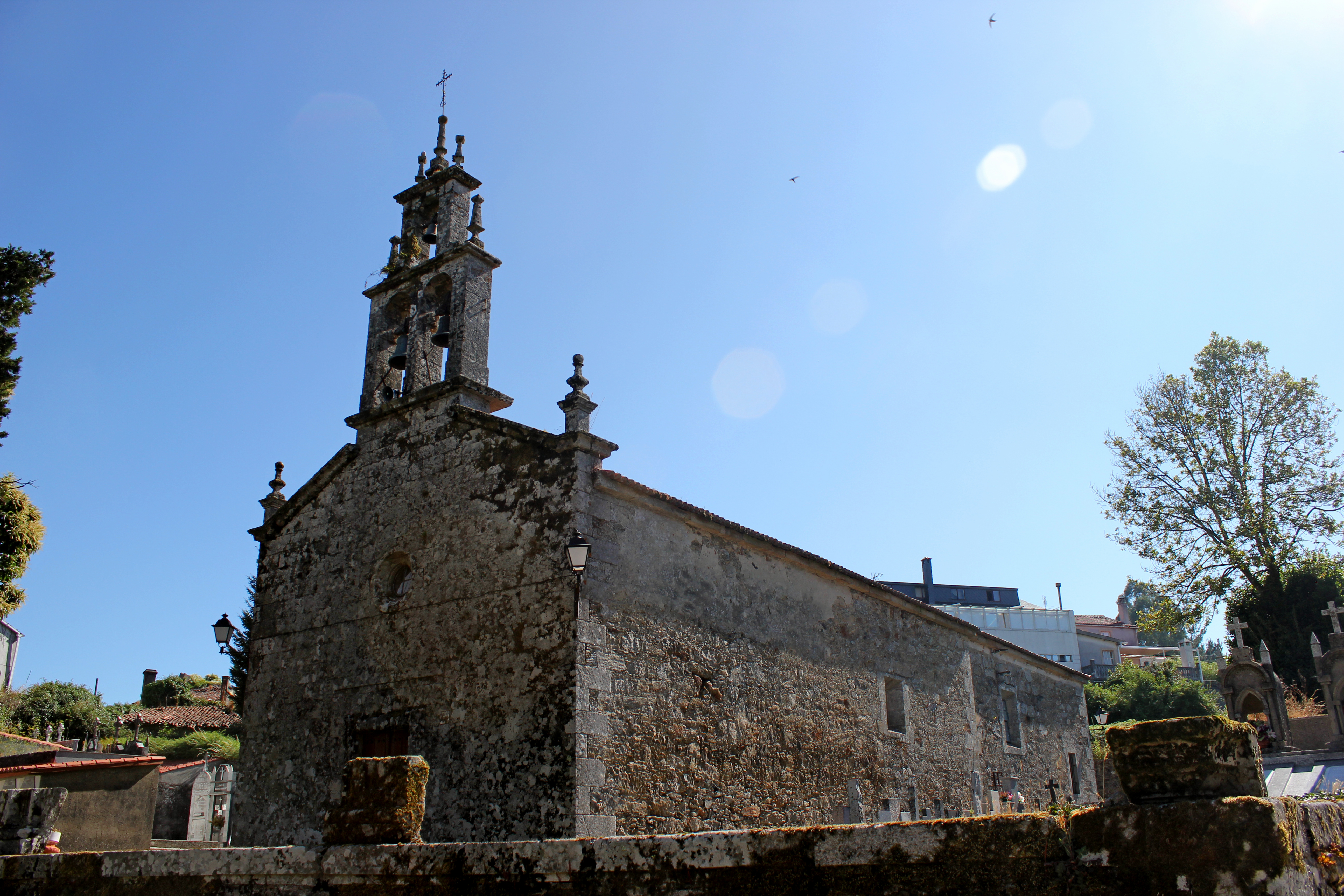
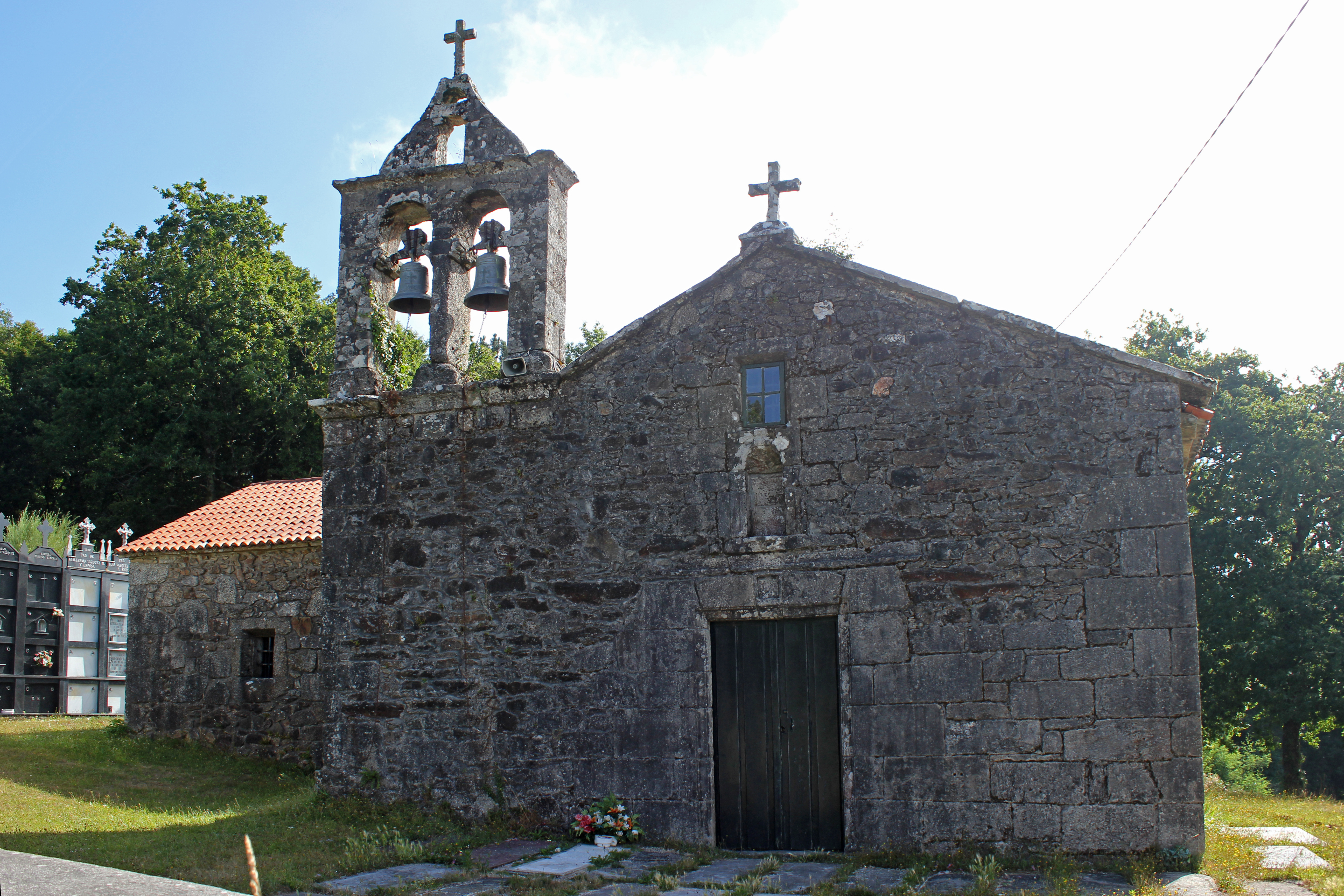

## 人口
| 索夫拉多历史人口变化图                                     |
|                                                            |
| 来源：西班牙国家统计局（1900-1990年，实际人口）（2000年-） |

## 政治
| 政党                             | 2011年 | 2011年 | 2015年 | 2015年 |
| 政党                             | %      | 议席   | 议席   | %      |
| 加利西亚人民党（PP）             | 57.43  | 7      | 3      | 36.25  |
| 加利西亚民族主义集团（BNG）      | 34.12  | 4      | 0      | 1.67   |
| 加利西亚工人社会党（PSdeG-PSOE） | 7.85   | 0      | 4      | 43.4   |